# Oblast Semipalatinsk
De oblast Semipalatinsk (Russisch: Семипалатинская область, Semipalatinskaja oblast) was een oblast van het keizerrijk Rusland. De oblast bestond van 1854 tot 1920. Het ontstond uit het gouvernement Siberië en het ging op in het gouvernement Semipalatinsk. De oblast grensde aan de gouvernementen Tobolsk en Tomsk. De hoofdstad was Semipalatinsk, nu Semey (in het Kazachs).